# Oktober 2014
Portal Geschichte | Portal Biografien | Aktuelle Ereignisse | Jahreskalender | Tagesartikel

◄ |
20. Jahrhundert |
21. Jahrhundert

◄ |
1980er |
1990er |
2000er |
2010er
| 2020er | 2030er | 2040er

◄ |
2010 |
2011 |
2012 |
2013 |
2014
| 2015 | 2016 | 2017 | 2018 | ►

◄ |
Juli 2014 |
August 2014 |
September 2014 |
Oktober 2014 |
November 2014 |
Dezember 2014 |
Januar 2015 |
►
Dieser Artikel behandelt tagesbezogene Nachrichten und Ereignisse im Oktober 2014.

## Tagesgeschehen

### Mittwoch, 1. Oktober 2014
- Brüssel/Belgien: Der frühere norwegische Regierungschef Jens Stoltenberg übernimmt als Nachfolger des Dänen Anders Fogh Rasmussen das Amt des NATO-Generalsekretärs.[1]
- Nuuk/Grönland: Premierministerin Aleqa Hammond (Siumut) tritt von diesem Amt und als Parteivorsitzende zurück, nachdem bekannt wird, dass sie umgerechnet etwa 14.000 € aus Haushaltsmitteln falsch abgerechnet und zunächst nicht zurückerstattet hatte. Das Parlament beschließt Neuwahlen am 28. November. Nachfolger als Premierminister wird Kim Kielsen.[2][3][4]

### Donnerstag, 2. Oktober 2014

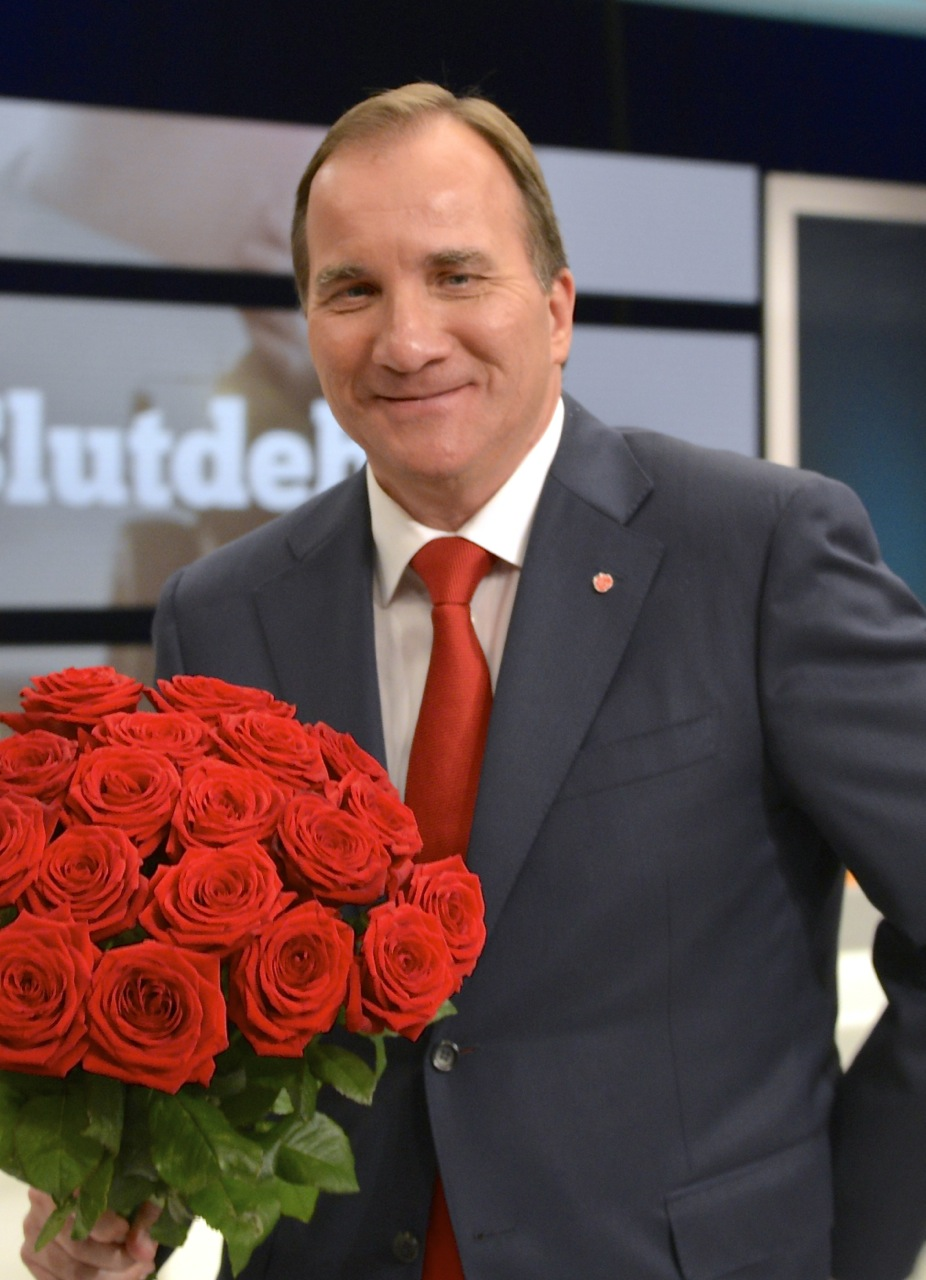
Stefan Löfven

- Frankfurt am Main/Deutschland: Rocket Internet geht an die Börse.[5]
- Stockholm/Schweden: Stefan Löfven wird zum Ministerpräsidenten gewählt.[6]

### Freitag, 3. Oktober 2014
- Brüssel/Belgien: Die Fusion des US-amerikanischen Konzerns Chiquita Brands International und des irischen Unternehmens Fyffes wird von der Europäischen Union erlaubt. Mit dieser Fusion entsteht der weltweit größte Bananenhändler.[7]

### Samstag, 4. Oktober 2014
- Riga/Lettland: Die Parlamentswahl in Lettland gewinnt die bisher regierende konservativ-liberale Regierungspartei Vienotība von Lettlands Ministerpräsidentin Laimdota Straujuma.[8]

### Sonntag, 5. Oktober 2014
- Brasília/Brasilien: Die Präsidentschaftswahl in Brasilien und die Parlamentswahl in Brasilien finden statt.[9] Da keiner der Kandidaten für das Amt des Präsidenten die absolute Mehrheit erreicht, kommt es am 26. Oktober zu einer Stichwahl zwischen der Amtsinhaberin Dilma Rousseff und dem Spitzenkandidaten der Sozialdemokratischen Partei, Aécio Neves. Die bisherige Umweltministerin Marina Silva scheidet als Drittplatzierte aus. Im neuen Parlament gibt es mehr konservative und rechtsgerichtete Abgeordnete.[10]
- Istanbul/Türkei: Die Damen-Basketballnationalmannschaft der Vereinigten Staaten gewinnt durch einen 77:64-Finalerfolg gegen Spanien die Weltmeisterschaft.[11]
- Sofia/Bulgarien: Die vorgezogenen Parlamentswahlen in Bulgarien gewinnt die konservative GERB-Partei. Eine absolute Mehrheit wird hingegen von der GERB verfehlt.[12]
- Vatikanstadt: Im Vatikan beginnt die außerordentliche Bischofssynode zu den pastoralen Herausforderungen der Familie im Kontext der Evangelisierung.[13]

### Montag, 6. Oktober 2014
- Madrid/Spanien: Im Zuge der Ebolafieber-Epidemie, die bisher etwa 3.900 Todesopfer gefordert hat, wird der erste Fall einer Infektion in Spanien und damit außerhalb Westafrikas bekannt.[14]
- Stockholm/Schweden: Den Nobelpreis für Physiologie oder Medizin werden in diesem Jahr der Anglo-Amerikaner John O’Keefe sowie die Norweger May-Britt Moser und Edvard Moser „für die Entdeckung von Zellen, die ein Positionierungssystem im Gehirn bilden“, erhalten.[15]

### Dienstag, 7. Oktober 2014
- Naypyidaw/Myanmar: Die Regierung Myanmars kündigt an, über 3.000 politische Gefangene freilassen zu wollen.[16]
- Stockholm/Schweden: Der Nobelpreis für Physik wird in diesem Jahr an die Japaner Isamu Akasaki Hiroshi Amano und Shuji Nakamura für die Entwicklung der ersten blauen Leuchtdiode verliehen.[17]

### Mittwoch, 8. Oktober 2014

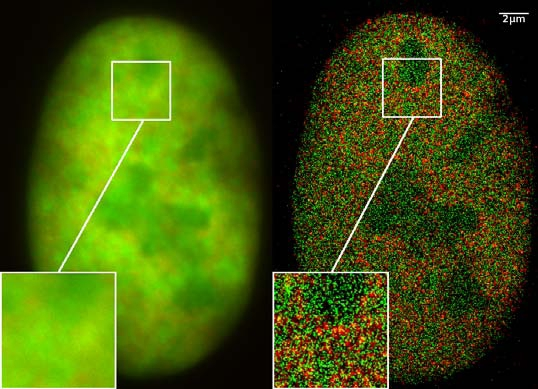
Links: 2D-Abbild eines zweifarbigen Objekts (Krebszellen), rechts: 3D

- Celle, Hamburg/Deutschland: In beiden Städten kommt es zu gewalttätigen Straßenschlachten zwischen Kurden und Islamisten. In Celle stehen sich dabei kurdische Jesiden und muslimische Tschetschenen gegenüber.[18]
- Iguala/Mexiko: In Mexiko wird ein Massengrab mit 28 von 43 vermissten Studenten entdeckt, die nach Protesten im September 2013 verschwunden waren.[19]
- Stockholm/Schweden: Der 1962 in Rumänien geborene Deutsche Stefan Hell sowie die Amerikaner Eric Betzig und William Moerner werden in diesem Jahr den Nobelpreis für Chemie erhalten. Die Stiftung ehrt ihre technologische Weiterentwicklung der Fluoreszenz-Mikroskopie.[20]
- Wellington/Neuseeland: Der Politiker John Key wird für eine weitere Amtszeit als Ministerpräsident von Neuseeland vereidigt.[21]

### Donnerstag, 9. Oktober 2014
- Essen/Deutschland: In Essen gelingt der deutschen Polizei der größte Heroinfund mit einem Gewicht von 330 Kilogramm seit Jahrzehnten.[22]
- Sanaa/Jemen: Bei einem Selbstmordanschlag sterben mehr als 40 Menschen in Sanaa.[23] In den folgenden Tagen erhöht sich die Opferzahl auf über 50.
- Stockholm/Schweden: Der Franzose Patrick Modiano erhält in diesem Jahr den Nobelpreis für Literatur. Eines seiner bekanntesten Werke ist Im Café der verlorenen Jugend.[24]

### Freitag, 10. Oktober 2014

Kailash Satyarthi und Goodweave engagieren sich gegen Kinderarbeit

- Oslo/Norwegen: Der Friedensnobelpreis wird dem Hindu Kailash Satyarthi aus Indien und der 17-jährigen Muslima Malala Yousafzay aus Pakistan zuerkannt und ehrt damit alle Menschen, die sich gegen die Unterdrückung von Kindern und Heranwachsenden einsetzen. Gleichzeitig soll ein Signal für mehr interreligiösen Dialog gesetzt werden.

### Samstag, 11. Oktober 2014

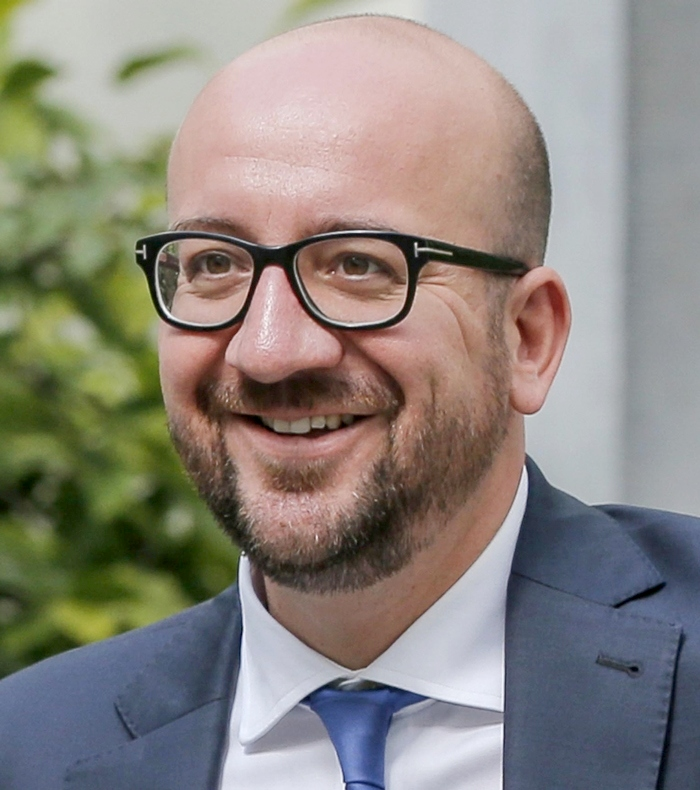
Charles Michel

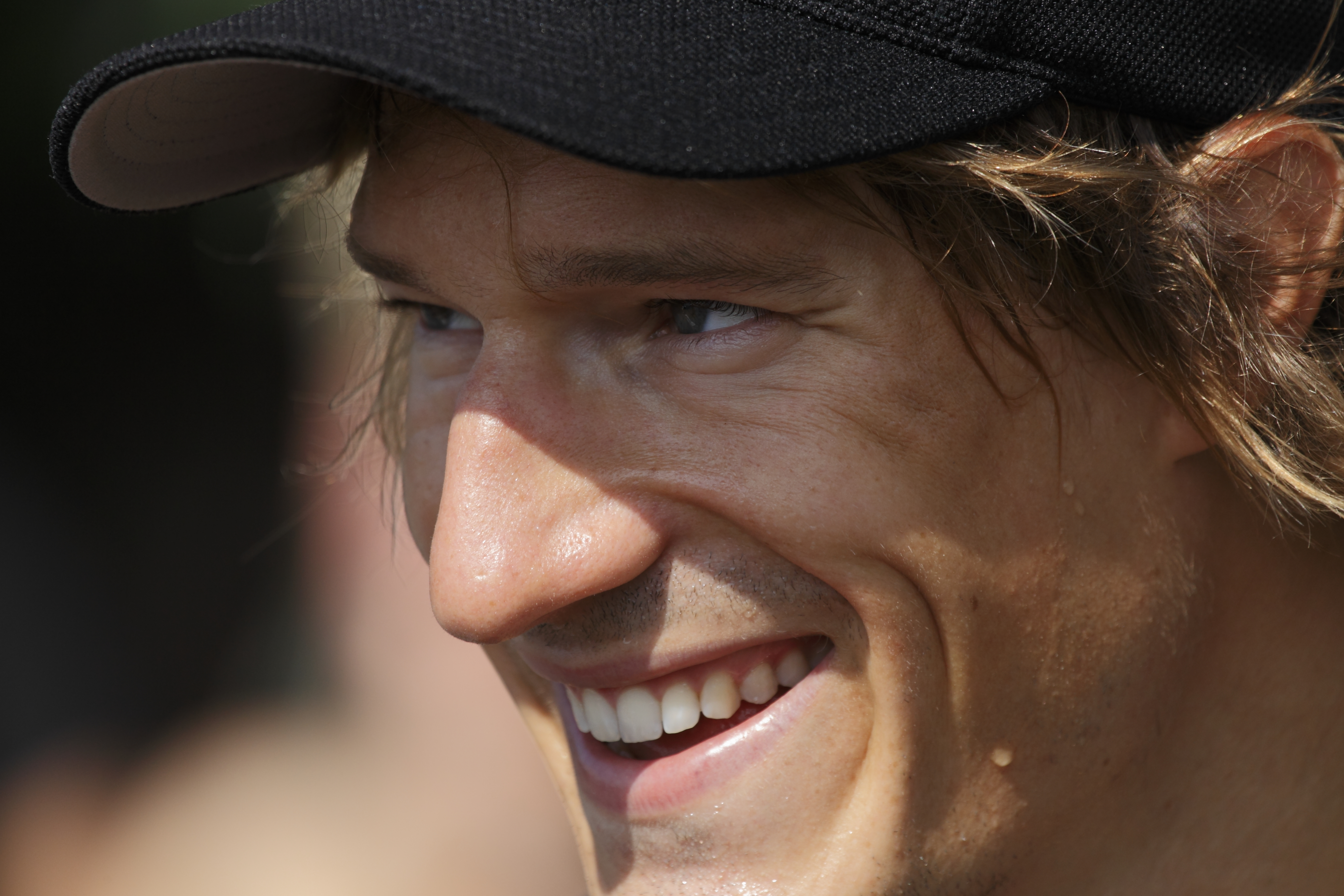
Sebastian Kienle

- Brüssel/Belgien: Die belgische Regierung Michel unter Premierminister Charles Michel wird von König Philippe vereidigt.[25]
- Hawaii/Vereinigte Staaten: Auf Big Island gewinnt der Deutsche Sebastian Kienle den ältesten Triathlon über die Langdistanz mit einem Vorsprung von fünf Minuten.[26]
- Warschau/Polen: Die polnische Fußballnationalmannschaft gewinnt in der Qualifikation zur EM 2016 mit 2:0 gegen die deutsche Auswahl und erringt damit den ersten Sieg Polens gegen Deutschland in der Geschichte der polnischen Nationalmannschaft.

### Sonntag, 12. Oktober 2014
- Bagdad/Irak: Bei einem Bombenanschlag der islamistischen Organisation ISIS sterben nordöstlich von Bagdad mindestens 26 Kurden.[27]
- Berlin/Deutschland: Während die deutsche Bundesregierung am Treffen des Petersburger Dialoges in Sotschi festhält, haben verschiedene deutsche Organisationen und Stiftungen das nächste Treffen in Sotschi in einem Brief abgesagt. Unterzeichnet haben den Brief Führungskräfte der Heinrich-Böll-Stiftung, des Deutsch-Russischen Austausches, des Europäischen Austausches, Greenpeace Deutschland und Amnesty International.[28]
- Frankfurt am Main/Deutschland: Der Amerikaner Jaron Lanier, Pionier auf dem Feld der Virtuellen Realität, erhält den Friedenspreis des Deutschen Buchhandels.[29]
- La Paz/Bolivien: Die Präsidentschaftswahl in Bolivien und die Parlamentswahl in Bolivien finden statt.[30]
- Mailand/Italien: Die USA gewinnen das Finalspiel der Volleyball-Weltmeisterschaft der Frauen 2014 und damit erstmals den WM-Titel.
- Motegi/Japan: Der Spanier Marc Márquez gewinnt vorzeitig die FIM-Motorrad-Weltmeisterschaft 2014 und verteidigt damit seinen Titel. Er ist der jüngste Fahrer, dem dies in dieser Klasse gelang.
- Sarajevo/Bosnien und Herzegowina: Die Parlamentswahl in Bosnien und Herzegowina findet statt.[31]

### Montag, 13. Oktober 2014
- Hrabowe/Ukraine: Nach zwei Monaten Unterbrechung wird die Suche nach weiteren Opfern des am 17. Juli abgestürzten Malaysia-Airlines-Flugs 17 fortgesetzt. Die Bergungsmission ist riskant, da das Gebiet umkämpft ist.[32][33]
- Stockholm/Schweden: Der Franzose Jean Tirole wird in diesem Jahr „für seine Analyse der Macht und der Regulierung der Märkte“ den Alfred-Nobel-Gedächtnispreis für Wirtschaftswissenschaften erhalten.[34]
- Vatikanstadt: Der Vatikan erkennt erstmals in seiner Geschichte in dem Dokument „Relatio post disceptationem“ nicht nur den homosexuellen Menschen per se und dessen sexuelle Orientierung an, sondern akzeptiert theologisch und ethisch dessen partnerschaftliche Beziehung zu einem anderen homosexuellen Menschen. Weiterhin aber lehnt der Vatikan es ab, diese Paarbindung als gleichwertig zur Ehe oder als Ehe anzuerkennen.[35]

### Dienstag, 14. Oktober 2014
- Brüssel/Belgien: Die Finanzminister der EU vereinbaren einen automatischen Bankdatenaustausch zwischen den Mitgliedsstaaten. Damit fällt das Bankgeheimnis in Bezug auf Steuerhinterzieher ab 2017 endgültig.[36]
- Leipzig/Deutschland: Der erste Ebola-Patient in Deutschland stirbt an den Folgen des Virus.[37]

### Mittwoch, 15. Oktober 2014

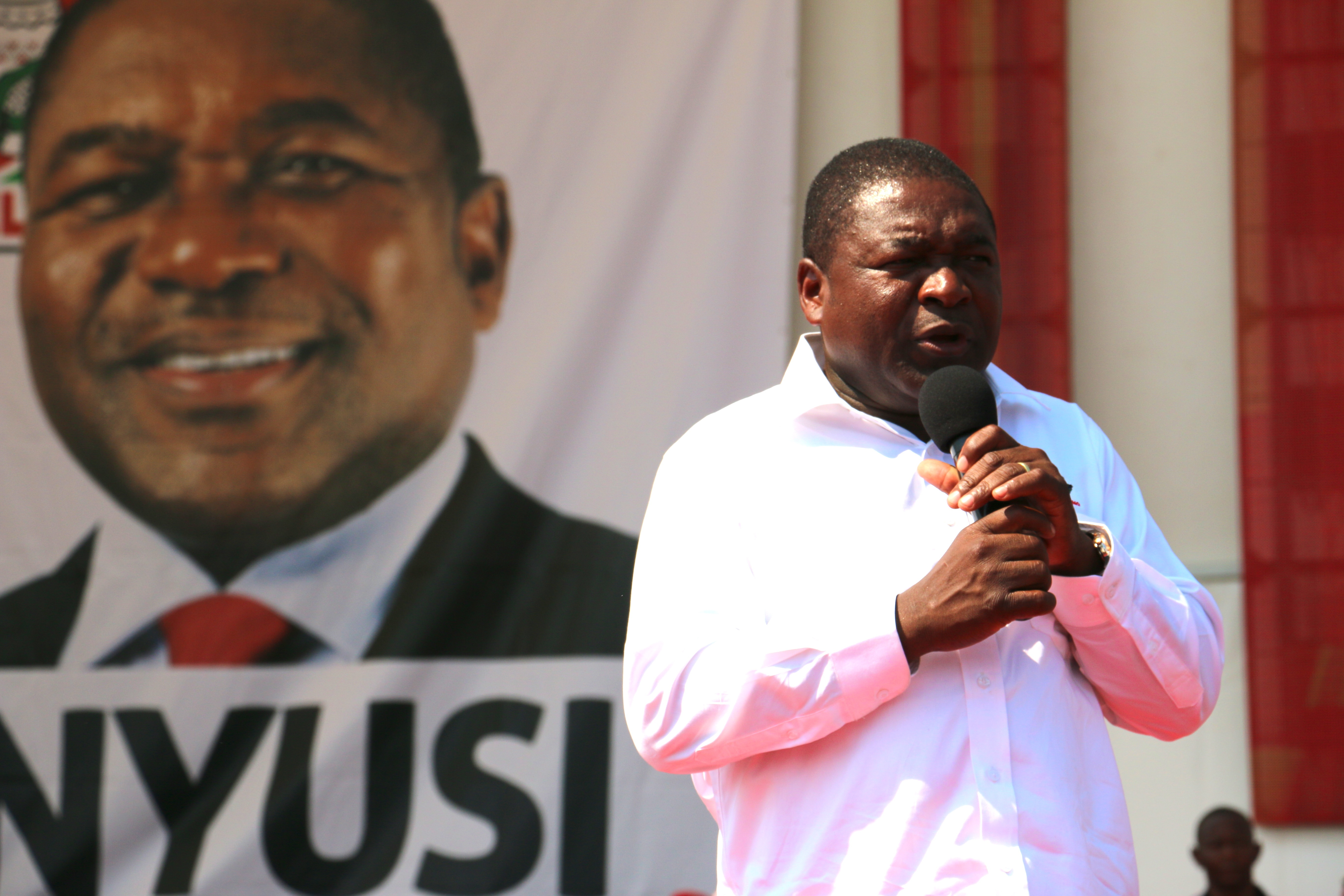
Filipe Nyusi

- Dumfries/Vereinigtes Königreich: In den internationalen Medien wird über den sensationellen Wikingerschatzfund des britischen Schatzsuchers Derek McLennan berichtet, der einen Silberhort der Wikinger aus dem Frühmittelalter entdeckt hat.[38]
- Maputo/Mosambik: Die Präsidentschafts- und Parlamentswahlen in Mosambik finden statt.[39] Mit knapp 56 % der Stimmen wird Filipe Nyusi von der FRELIMO zum neuen Präsidenten gewählt.[40]

### Donnerstag, 16. Oktober 2014
- Brüssel/Belgien: Nach dem Ausstieg der lettischen Abgeordneten Iveta Grigule verliert die EU-skeptische und rechtspopulistische EFDD den Fraktionsstatus im Europaparlament.[41]
- New York/Vereinigte Staaten: Neuseeland, Malaysia, Angola, Spanien und Venezuela werden für zwei Jahre als nichtständige Mitglieder in den Sicherheitsrat der Vereinten Nationen gewählt.[42]

### Freitag, 17. Oktober 2014
- Dakar/Senegal: Die Weltgesundheitsorganisation verkündet  das Ende des Ebolafieber-Ausbruchs in Senegal.[43]

### Samstag, 18. Oktober 2014
- Beni/DR Kongo: Einem Angriff ugandischer Rebellen fallen über 20 Personen zum Opfer.[44]
- Kathmandu/Nepal: Die Zahl der Toten ist nach mehreren verheerenden Schneestürmen und Lawinen im Himalaya auf 39 gestiegen. 40 Personen werden weiterhin vermisst, 371 Bergsteiger konnten gerettet werden.[45]

### Sonntag, 19. Oktober 2014
- Vatikanstadt: Zum Abschluss der Synode über Ehe und Familie spricht Papst Franziskus einen seiner Vorgänger im Amt, Paul VI. (Giovanni Battista Montini, 1897–1978), selig.[46]

### Montag, 20. Oktober 2014

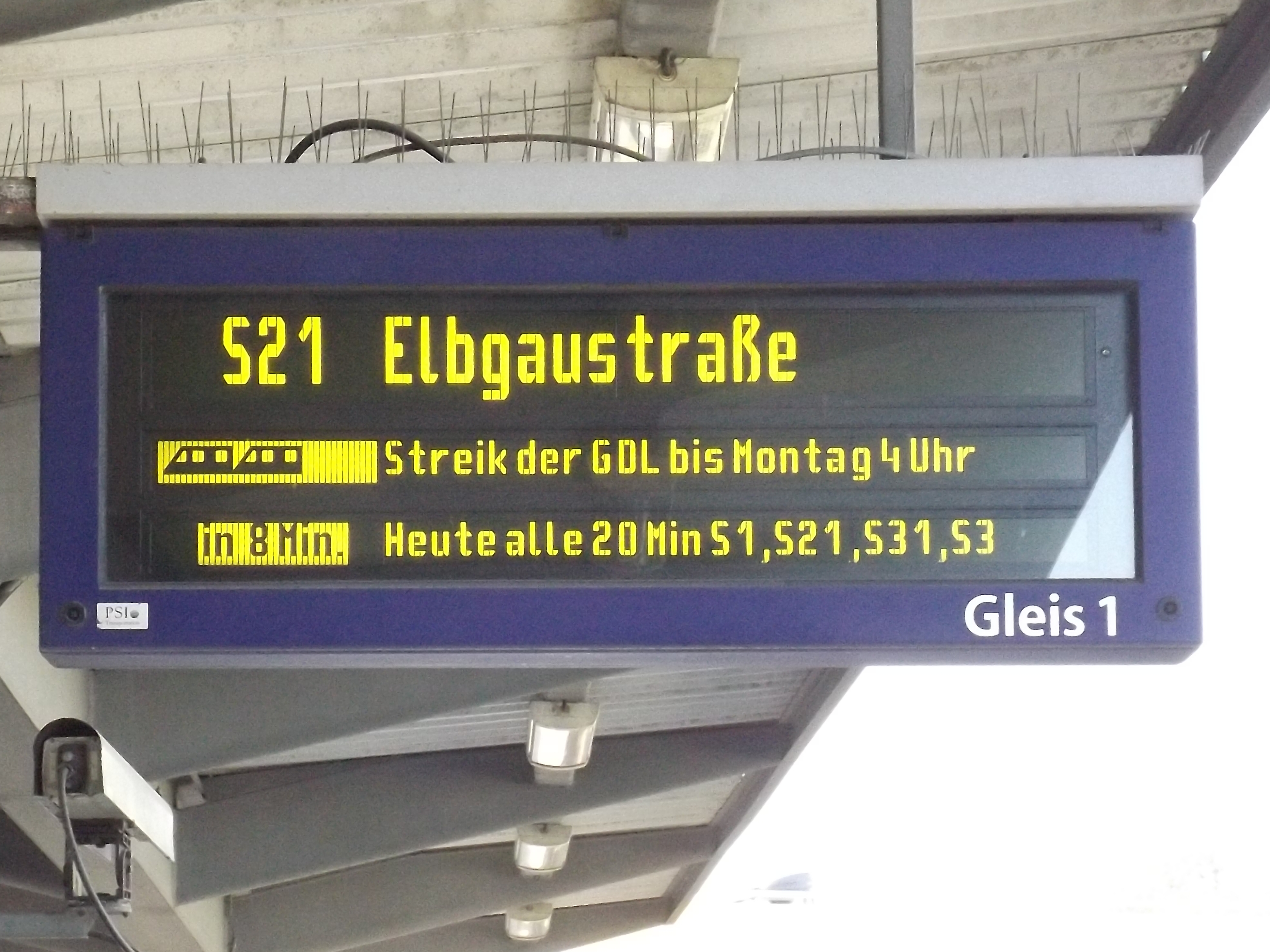
Tarifverhandlungen der Lokführer und der Piloten

- Abuja/Nigeria: Die Weltgesundheitsorganisation erklärt die Ebolafieber-Epidemie in Nigeria für beendet, wohingegen die Zahl der Erkrankungen in anderen Staaten weiter ansteigt.[47]
- Berlin/Deutschland: Durch Streiks der Lokführer und der Piloten des Unternehmens Lufthansa werden Teile des Verkehrssystems in Deutschland lahmgelegt.[48]
- Jakarta/Indonesien: Der Politiker Joko Widodo wird als neuer Staatspräsident Indonesiens vereidigt.[49]
- Nairobi/Kenia: Mit dem Tod des letzten fortpflanzungsfähigen Bullen in Kenia droht die Gattung der Nördlichen Breitmaulnashörner (Ceratotherium simum cottoni) auszusterben.[50]

### Dienstag, 21. Oktober 2014
- Breslau/Polen: Es gelingt polnischen und britischen Medizinern, einen schwer am Rückenmark geschädigten Gelähmten mittels einer Zelltherapie erfolgreich zu behandeln.[51]
- Pjöngjang/Nordkorea: Ein seit Mai wegen „feindlicher Handlungen“ festgehaltener US-Tourist ist freigelassen worden. Zwei weitere US-Amerikaner bleiben inhaftiert.[52]
- Pretoria/Südafrika: Südafrikas Paralympics-Star Oscar Pistorius wird wegen der fahrlässigen Tötung des Models und seiner Freundin Reeva Steenkamp durch die Richterin Thokozile Masipa zu fünf Jahren Haft verurteilt.[53]
- Sanaa/Jemen: Ein Bombenanschlag sunnitischer Rebellen auf einen Behördenvertreter kostet 33 Menschen das Leben.[54]
- Straßburg/Frankreich: Der kongolesische Gynäkologe Denis Mukwege erhält den diesjährigen Sacharow-Preis des Europäischen Parlaments. Damit wird sein Engagement gewürdigt, im Panzi-Krankenhaus in Bukavu eine Station für Frauenheilkunde und Gynäkologie aufgebaut zu haben, wo die Phänomene Gruppenvergewaltigungen und Unterleibsschändung besonders häufig auftreten.[55]

### Mittwoch, 22. Oktober 2014
- Ottawa/Kanada: Michael Zehaf-Bibeau erschießt in Ottawa einen Wachmann am nationalen Kriegsdenkmal und liefert sich danach eine Schießerei mit Sicherheitskräften im kanadischen Parlamentsgebäude, bei der er stirbt.[56]
- Straßburg/Frankreich: Das Europaparlament bestätigt mit den Stimmen von Konservativen, Sozialdemokraten und großen Teilen der Liberalen die neue EU-Kommission von Präsident Juncker. Zuvor musste dieser sein Team umbauen, da die slowenische Kandidatin von zwei Ausschüssen des Europaparlaments abgelehnt worden war. Juncker kündigt ein Investitionsprogramm über 300 Millionen Euro an.[57]

### Donnerstag, 23. Oktober 2014
- Quetta/Pakistan: Bei einem Anschlag auf einen Bus im Südwesten Pakistans werden acht schiitische Muslime getötet und eine Person verletzt.[58]

### Freitag, 24. Oktober 2014
- al-Arisch/Ägypten: Bei der Explosion einer Autobombe an einem Kontrollpunkt nahe al-Arisch im Norden der Sinai-Halbinsel werden mindestens 27 Soldaten getötet.[59]
- Brüssel/Belgien: Die Europäische Union einigt sich auf verbindliche Klimaziele. Der Erneuerbare-Energien-Anteil im Energiemix (Strom, Heizen, Verkehr) soll in der EU im Jahr 2030 bei "mindestens 27 Prozent" liegen. Die EU verpflichtet sich, bis zum Jahr 2030 ihre Kohlendioxid-Emissionen um mindestens 40 Prozent im Vergleich zum Jahr 1990 zu reduzieren.[60]
- Kayes/Mali: Die erste Ebola-Patientin Malis verstirbt. Das Kind aus Guinea hat einen Tag zuvor die Krankheit nach Mali eingeschleppt. Insgesamt sind der Ebola-Epidemie in Westafrika bisher über 4.900 Personen zum Opfer gefallen.[61]
- Roswell/Vereinigte Staaten: Google-Manager Alan Eustace wagt einen Stratosphärensprung aus 41.419 m Höhe und bricht damit den Höhenrekord von Felix Baumgartner aus dem Jahr 2012.[62]

### Samstag, 25. Oktober 2014
- Ürümqi/China: Bei einem Grubenunglück nahe Ürümqi, der Hauptstadt des chinesischen autonomen Gebietes Xinjiang, kommen 16 Arbeiter ums Leben.[63]

### Sonntag, 26. Oktober 2014

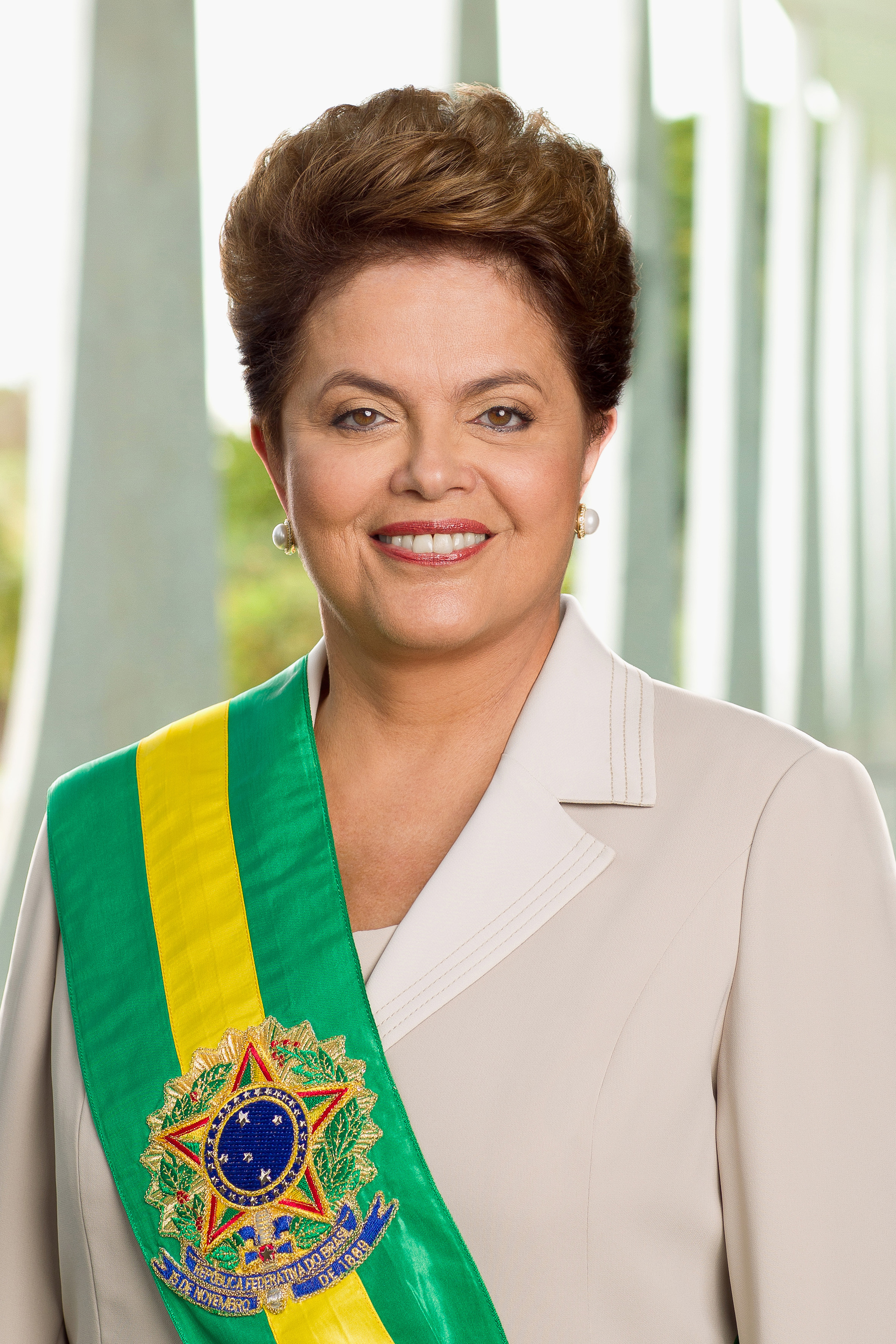
Dilma Rousseff

- Brasília/Brasilien: Bei der Stichwahl um das Präsidentenamt setzt sich Amtsinhaberin Dilma Rousseff mit fast 52 % knapp gegen Herausforderer Aécio Neves durch.[64]
- Chișinău/Moldawien: Die russische Regierung verschärft ihre Sanktionen gegen Moldawien. Das schon bestehende Einfuhrverbot für moldauische Weine wird auf Fleisch und Fleischprodukte ausgeweitet. Beobachter werten dies als politische Strafe, weil sich Moldawien der EU annähert. Diese hat ihre Märkte für moldauischen Wein liberalisiert, um die Weinbauer zu unterstützen. Wein aus dem autonomen Gebiet Gagausien darf dagegen direkt nach Russland exportiert werden.[65]
- Kiew/Ukraine: Bei den Parlamentswahlen in der Ukraine wird die proeuropäische Volksfront von Ministerpräsident Arsenij Jazenjuk mit über 22 % der Stimmen stärkste Kraft. Knapp dahinter folgt mit fast 22 % der ebenfalls proeuropäische Block Petro Poroschenko des amtierenden Präsidenten. Ministerpräsident Jazenjuk lädt dazu zusätzlich drei weitere Parteien zu Sondierungsgesprächen ein.[66] Der prorussische Oppositionsblock erhält knapp 10 % der Stimmen. Den Parlamentseinzug verpasst haben die prorussisch orientierten Kommunisten, die zum ersten Mal überhaupt an der Fünf-Prozent-Hürde scheitern.[67]
- Montevideo/Uruguay: Bei den Präsidentschafts- und Parlamentswahlen in Uruguay erreicht keiner der Kandidaten für das Amt des Präsidenten in der ersten Runde eine Mehrheit. Damit kommt es voraussichtlich am 30. November zu einer Stichwahl, in der der Sozialist Tabaré Vázquez, Kandidat der linken Regierungskoalition, gegen den Konservativen Luis Alberto Lacalle Pou antreten wird.[68]
- Tunis/Tunesien: Die Parlamentswahl in Tunesien gewinnt die säkulare Partei Nidaa Tounes, die sich 85 der 217 Mandate sichern kann. Die islamistische Partei Ennahda erhält 69 Parlamentssitze.[69]

### Montag, 27. Oktober 2014
- Warschau/Polen: Aufgrund der Ukraine-Krise erhöht Polen seinen Wehretat und baut seine Militärpräsenz im Ostteil des Landes aus.[70]

### Dienstag, 28. Oktober 2014
- Chincoteague/Vereinigte Staaten: Eine Antares-130 Trägerrakete mit dem Raumfrachter Cygnus Orb-3 explodiert einige Sekunden nach dem Start von der Wallops Flight Facility im Accomack County, Virginia, zur Internationalen Raumstation (ISS).[71]
- Stockholm/Schweden: Die schwedische Notenbank senkt aufgrund des zurückgehenden Preisniveaus den Leitzins auf null Prozent.[72]

### Mittwoch, 29. Oktober 2014

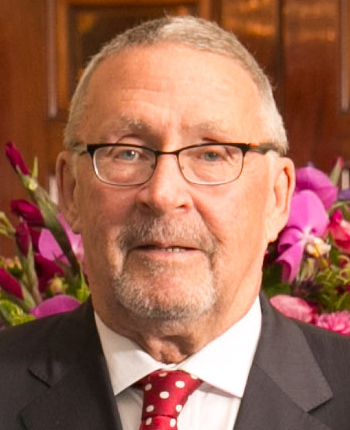
Guy Scott

- Lusaka/Sambia: Nach dem Tod des sambischen Präsidenten Michael Sata am gestrigen Tag in London wird der bisherige Vizepräsident Guy Scott zu seinem kommissarischen Nachfolger ernannt. Er ist der erste Weiße, der seit dem Ende der Apartheid in Südafrika vor 20 Jahren ein afrikanisches Land regiert.[73]

### Donnerstag, 30. Oktober 2014
- Ouagadougou/Burkina Faso: Bei Protesten gegen eine Verfassungsänderung, die dem seit 27 Jahren amtierenden Präsidenten Blaise Compaoré eine weitere Kandidatur für eine fünfjährige Amtszeit ebnen würde, wird die Nationalversammlung gestürmt und Feuer gelegt.[74]
- Stockholm/Schweden: Mit Schweden erkennt erstmals ein westliches Mitglied der Europäischen Union Palästina als eigenen Staat an. Sieben weitere EU-Mitglieder haben Palästina bereits vor ihrer Mitgliedschaft in der EU als Staat anerkannt.[75]

## Weblinks

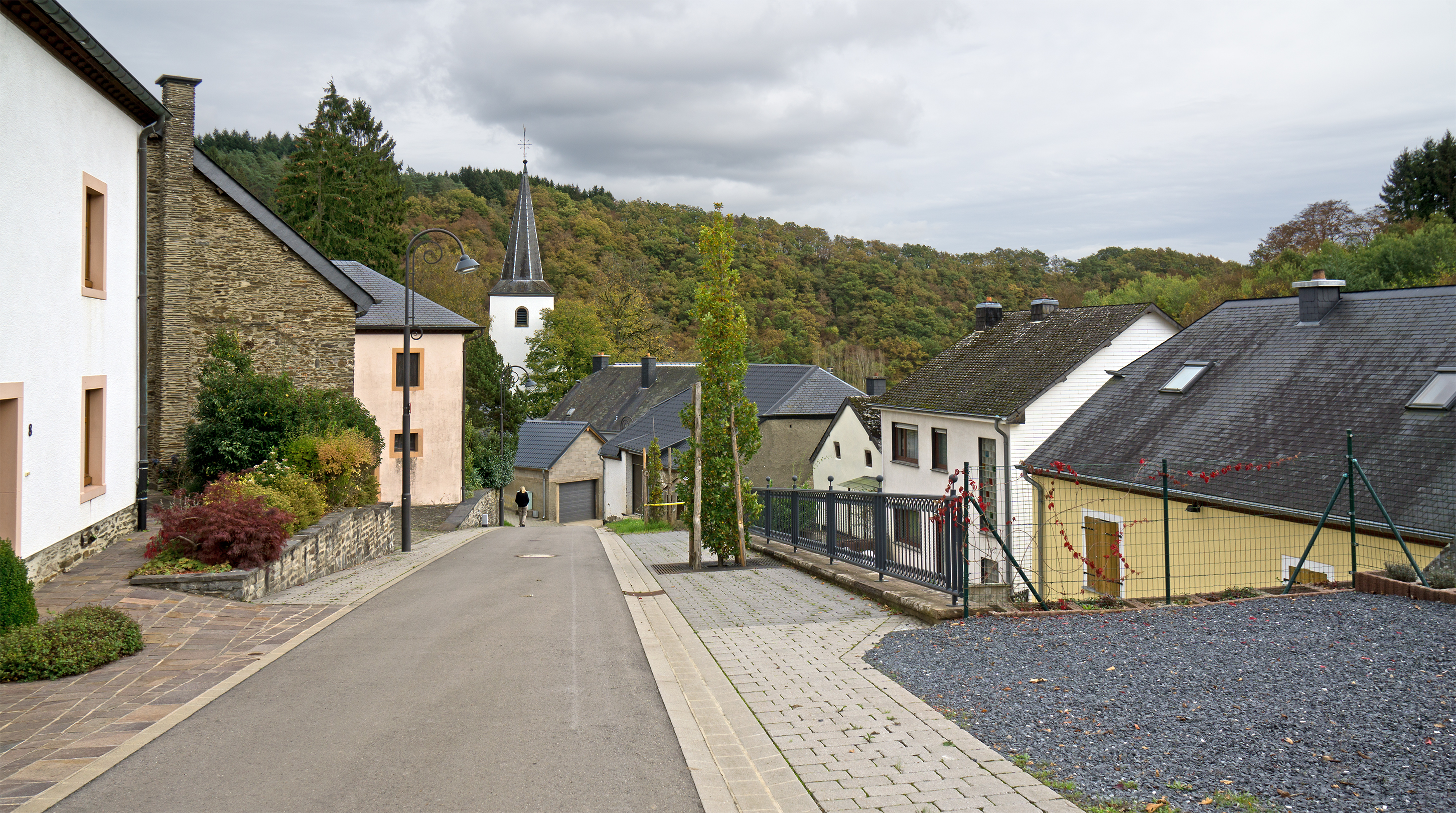
Kanton Wiltz im Oktober 2014

### Freitag, 31. Oktober 2014
- Bakersfield/Vereinigte Staaten: Bei einem Testflug über der Mojave-Wüste stürzt das erste Raumfahrzeug der SpaceShipTwo-Klasse, die VSS Enterprise, in der Region Kern County ab.[76]
- Hermansverk/Norwegen: Starker Regen führt in der norwegischen Provinz Sogn og Fjordane zu Überflutungen. Mehrere Dörfer sind dort von der Außenwelt abgeschnitten.[77]
- Ouagadougou/Burkina Faso: Nach teils gewalttätigen Protesten gegen den Versuch einer Verfassungsänderung mit 30 Toten und Hunderten Verletzten tritt Präsident Blaise Compaoré zurück. Die Armee übernimmt die Macht in Burkina Faso, das Amt des Staatschefs bekleidet vorübergehend Generalstabschef Honoré Traoré.[78]